# Ceratina immaculata
Ceratina immaculata là một loài Hymenoptera trong họ Apidae. Loài này được Friese mô tả khoa học năm 1910.